# Hiroyama Haruo
Haruo Hiroyama (sinh ngày 6 tháng 6 năm 1971) là một cầu thủ bóng đá người Nhật Bản.

## Sự nghiệp câu lạc bộ
Haruo Hiroyama đã từng chơi cho Verdy Kawasaki.